# Noah Gray-Cabey
Noah Gray-Cabey (Chicago, 16 november 1995) is een Amerikaanse televisieacteur en pianist. Hij is het meest bekend van zijn rollen als Franklin Aloysius Mumford in My Wife and Kids en Micah Sanders in Heroes.

## Biografie

### Eerste jaren
Gray-Cabey werd op 16 november geboren in Chicago als zoon van Whitney Gray en Shawn Cabey, maar groeide op in Newry, Maine. Op zijn vierde besliste hij dat hij niet meer voldoende had aan zijn speelgoed keyboard en dat hij een echte piano wilde. Op zijn vierde trad hij reeds op doorheen New England en Washington D.C. en reisde hij naar Jamaica voor zijn eerste tournee met het New England Symphonic Ensemble. In juli 2001 trok hij naar Australië en werd op vijfjarige leeftijd de jongste solist ooit die onder begeleiding van een orkest optrad in het Sydney Opera House, het Queensland Conservatory en de Brisbane International Convention. Tegen zijn achtste had hij echt naam gemaakt als jonge muzikant.
Hij verscheen op Ripley's Believe It or Not.

### Televisie
Noah bewees dat hij niet enkel over muzikale talenten beschikt, maar ook kan acteren. Hij maakte zijn filmdebuut als "Joey Dury" in Lady in the Water. Verder verscheen hij nog in My Wife and Kids in de rol van Franklyn Aloysius Mumford, een buitengewoon slim kereltje, 48 Hours, Grey's Anatomy, The Tonight Show,
Good Morning America en de Oprah Winfrey Show. Gray-Cabey speelde van 2006 tot en met 2009 in de televisieserie Heroes, als Micah Sanders.